# Толстой, Дмитрий Иванович
Граф Дми́трий Ива́нович Толсто́й (1860—1941) — государственный деятель Российской империи, коллекционер живописи и музейный работник из рода Толстых, последний директор Императорского Эрмитажа (в 1909—1918), временно исполняющий обязанности управляющего Музеем имени Александра III (с 1901), 2-й обер-церемониймейстер Высочайшего двора (c 1912).

## Биография
Родился 30 мая (11 июня) 1860 года. Сын графа Ивана Матвеевича Толстого, правнук князя М. И. Кутузова. После смерти отца и самоубийства матери воспитывался вместе с братом Иваном (будущим министром народного просвещения) в доме у тётки Екатерины Матвеевны Толстой (1814—1898).
Окончил Санкт-Петербургскую 3-ю гимназию (1879) и юридический факультет Императорского Санкт-Петербургского университета со степенью кандидата прав (1883). С 31 октября 1884 по 1900 год — на службе в Министерстве иностранных дел.
Был удостоен придворных званий камер-юнкера (1887) и «в должности церемониймейстера» (1889), чинов церемониймейстера (1899) и действительного статского советника (02.04.1906). Последним в истории был пожалован придворным чином обер-церемониймейстера (1912), служил 2-м обер-церемониймейстером Двора Его Императорского Величества. 
Помещик Воронежской губернии; по данным Клировых ведомостей за 1911 год Дмитрий Иванович состоял церковным старостой Архангельской церкви в селе Чертовицы Воронежской губернии, занимая эту должность с 1902 года.
Коллекционер живописных портретов, многие из которых находятся теперь в Русском музее и Музее изобразительных искусств им. Пушкина. С 1901 года был товарищем управляющего Русским музеем Имени Императора Александра III. В 1911 году он был генеральным комиссаром русского отдела на Всемирной выставке в Риме.
Директор Императорского Эрмитажа с 1909 года. К началу XX века Эрмитаж стал первоклассным музеем европейского типа, в котором работали выдающиеся специалисты и в котором ежегодно бывали сотни тысяч посетителей. Было сделано несколько замечательных приобретений в коллекции живописи. В 1910 году было куплено огромное собрание голландской и фламандской живописи Семёнова Тян-Шанского. Сенсационной стала покупка в 1914 году «Мадонны с цветком» Леонардо да Винчи, принадлежавшей семье Бенуа.
В 1918 году уехал к семье в Киев, затем в Крым. После получения известия о расстреле великого князя Георгия Михайловича, который был управляющим Русским музеем, эмигрировал с семьей в Константинополь, затем скитался по Европе. Оставил воспоминания о положении Эрмитажа во время революционных потрясений 1917 года. 
Умер в Ницце 5 марта 1941 года. Похоронен в православной церкви Ниццы.

## Награды
- Орден Святого Станислава 2-й ст. (1896)
- Орден Святого Владимира 3-й ст. (1909)
- Орден Святого Станислава 1-й ст. (1911)
- Высочайшая благодарность (1913)

- Медаль «В память царствования императора Александра III» (1896)
- Медаль «В память коронации императора Николая II» (1896)
- Медаль «В память 200-летия Полтавской битвы» (1909)
- Медаль «В память 100-летия Отечественной войны 1812 г.» (1912)
- Медаль «В память 300-летия царствования дома Романовых» (1913)

Иностранные:
- черногорский Орден Князя Даниила I 3-й ст. (1889)
- бухарский Орден Золотой звезды 2-й ст. (1898)
- испанский Орден Изабеллы Католической, командорский крест (1898)
- шведский Орден Вазы, командорский крест (1909)
- болгарский Орден Св. Александра 3-й ст. с бриллиантами (1909)
- итальянский Орден Короны, большой крест (1912)

## Семья
С 7 января 1890 года был женат на Елене Михайловне Чертковой (1865—1955), дочери генерала от кавалерии М. И. Черткова. Их дети:
- Иван (22.11.1890—1948), воспитанник Александровского лицея (1912), штабс-ротмистр Кавалергардского полка. Участник Белого движения в составе Добровольческой армии и ВСЮР, полковник Русской армии[уточнить]. В эмиграции в Югославии, затем во Франции.
- Андрей (1892—1963), поручик Кавалергардского полка. Участник Белого движения в составе Добровольческой армии и ВСЮР, штабс-ротмистр. В эмиграции в США.
- Ирина (1897—1940), замужем за Романом Владимировичем Мусиным-Пушкиным (1895—1970), сыном графа В. В. Мусина-Пушкина.